# Anco Software
Anco Software Ltd. – brytyjski producent i wydawca gier komputerowych. Spółka została założona w 1982 roku. Znana była głównie z wydawania gier sportowych z serii Kick Off. Spółka istniała przez wiele lat jako mały i niezależny producent gier. Została jednak zamknięta, gdy 20 maja 2003 zmarł jej właściciel – Anil Gupta.

## Gry wyprodukowane
- Alex Ferguson's Player Manager 2001
- Death Trap
- Football Crazy Challenge
- K.H. Rummenigge's Player Manager
- Karting Grand Prix
- Kick Off
- Kick Off 2
- Kick Off 2: Giants of Europe
- Kick Off 2: Return To Europe
- Kick Off 2: The Final Whistle
- Kick Off 2: Winning Tactics
- Kick Off 3
- Kick Off 3: European Challenge
- Kick Off 96
- Kick Off 97
- Kick Off 98
- Kick Off 2002
- Kick Off World
- Kick Off: Extra Time
- Player Manager
- Player Manager 2
- Player Manager 98/99
- Player Manager '99
- Player Manager 2000
- Strip Poker 2 Plus
- Player Manager 2003
- Super Kick Off
- Sven-Göran Eriksson's World Cup Challenge
- Sven-Göran Eriksson's World Manager
- Thai Boxing
- Tip Off
- World League Soccer